# La hora cero
La hora cero (en anglès, The Zero Hour) és una pel·lícula veneçolana de l'any 2010 dirigida per Diego Velasco. Fou escrita per Diego Velasco i la seva esposa d'origen guatemalenc Carolina Paiz qui també ha col·laborat com a guionista a Grey's Anatomy.
La pel·lícula ha recaptat 2.613.869 de dòlars, la qual cosa equival a 11.239.000 de bolívars, convertint-se en la pel·lícula veneçolana més reeixida de tots els temps. La pel·lícula és basada en la vaga mèdica ocorregut a Veneçuela l'any 1996. Va ser estrenada el 10 de novembre de 2010 en Veneçuela i el 8 d'abril en diversos països de Llatinoamèrica.
La pel·lícula va ser traduïda a l'idioma rus pel traductor Andrey Efremov i projectada al Festival de Cinema Mèdia-Fòrum de Sant Petersburg (Russia) en 2014.

## Sinopsi
Compte la història d'un delinqüent anomenat La Parca (Zapata 666), un temible sicari, que va ser contractat per assassinar una dona, però en aquesta ocasió ell coneix a la seva víctima, Laydidi (Amanda Key), una amiga de la infància. Després de disparar-li s'adona que és ella, estant ferida ella també li dispara a ell. Es veu obligat a segrestar una clínica privada per salvar a l'amor de la seva vida, que estava embarassada del governador.
La Parca quan veu a la seva amiga danyada i a punt de perdre el seu fill l'agafa entre els seus braços per a salvar-li la vida a ella i al seu bebè. Puja en una moto i la trasllada a un ambulatori, però no està condicionat per operar. Roba un cotxe i s'emporta al doctor Cova segrestat perquè atengui Laydidi.
El bebè neix al cotxe però la mare perd molta sang, tots dos necessiten transfusions. Arriben a una clínica privada anomenada José Gregorio Hernández i segresten a tots per a salvar la vida a les dues persones.
No triguen a arribar els policies i amb ells un circ mediàtic, que converteixen al nostre personatge en un heroi nacional. La Parca descobreix que salvar-li la vida a Ladydi serà difícil, però escapar amb els seus sequaços serà una tasca gairebé impossible. El temps comença a acabar-se, i el que semblava un pla perfecte acabarà en un frenètic desenllaç on la Parca es veurà obligat a enfrontar els errors del passat, i a descobrir que els seus pitjors enemics estan més prop del que ell imagina.
Persones malaltes s'acosten a la clínica per salvar la vida del bebè i la seva mare, mentre els policies tenen envoltades les instal·lacions. Una periodista i el seu camerògraf estan segrestats, també Miss Veneçuela que representarà al país en el certamen de bellesa. Durant un dia i la matinada de l'altre alguns moriran i altres viuran.

## Repartiment
- Zapata 666: La parca.
- Amanda Key: Ladydi.
- Albi De Abreu: Jesús.
- Alejandro Furth: Comissari Peña.
- Ana María Simón: Margaret.
- Beatriz Vásquez: Pilar.
- Erich Wildpret: Doctor Cova.
- Laureano Olivares: El Buitre.
- Marisa Román: Verónica.
- Steve Wilcox: El Gringo.
- Viviana Ramos: Milagros.
- Axel Pereira: el hampa seria

## Recepció
La recaptació en el primer cap de setmana de l'estrena a Veneçuela va ser de $ 175.507. A data de tancament la pel·lícula, el 20 de gener de 2011, el recaptat va ser un total de $ 3.947.360.

### Crítica
La pel·lícula és qualifica amb un puntuació de 7,1/10 d'una votació de més 900 usuaris de la pàgina IMDb. A FilmAffinity té una qualificació de 6,1/10 amb una votació de més 400 usuaris. La qualificació mitjana en Rotten Tomatoes és 4.2/5.<.
Aquesta història en la seva essència, és molt semblant a la de la pel·lícula "John Q" protagonitzada per Denzel Washington, on un home qui no aconsegueix els recursos per fer-li un trasplantament de cor al seu fill, segresta tot un hospital per a aconseguir salvar la vida del nen. Val delimitar que "John Q" va ser realitzada l'any 2002 i "La hora cero" va ser realitzada en 2010. Totes dues històries tenen massa similituds, la qual cosa ha portat a molts a pensar que "L'hora zero" no és una obra original i els seus guionistes (Carolina Paiz i Diego Velasco) fins i tot podrien haver incorregut en un plagi.

## Dades
- La pel·lícula té com a títol provisional El dia dels pobres
- La pel·lícula es desenvolupa i ambienta en els fets de la vaga d'atur mèdic realitzada a Caracas (Veneçuela) i ocorreguda específicament el 28 de desembre de 1996.[7][8]
- Es compta alhora amb referències als fets reals que ocorren diàriament.[9] També es fa un esment a mitjans nacionals (Globovisión, Venevisión, RCTV, entre altres).[10]

## Premis
- Millor Muntatge, Millor Actriu de repartiment, Opera Cosina i Premi del Público (compartit amb Hermano) aln Festival de Cinema Veneçolà 2010 a Mèrida.
- Va aconseguir obtenir un dels més grans guardons com a millor pel·lícula segons l'audiència del Festival de Cinema Llatí de Los Angeles[11]
- Va guanyar el Premi a la Millor Pel·lícula Estrangera, al Festival de Cinema de Santander 2011 en Bucaramanga, Colòmbia.[12]
- Va rebre la "Llave de la Libertad" del Festival de Cinema de la Presó de Huelva en la vint-i-quatrena edició,[13] un premi paral·lel al del Festival de Cinema Iberoamericà de Huelva que cada any lliuren els interns de la presó d'aquesta ciutat del sud-oest espanyol.
- En la LIV edició dels Premis Ariel va ser nominada en la categoria de millor pel·lícula Iberoamericana.[14]